# Republican in name only
Republican in name only (en français : « républicain de nom uniquement ») — de sigle RINO, ou Rino (prononcé comme les deux premières syllabes du mot « Rhinocéros ») — est une expression péjorative qui désigne, au sein du Parti républicain américain, les membres soupçonnés de libéralisme social, à l'opposé du conservatisme présumé dominant chez les républicains.

Logo parodique des Rinos (Republican in name only).

Cette expression a son équivalent dans le Parti démocrate : « Democrat in name only ».

## Historique

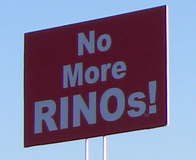
Une affiche rejetant les RINOs en 2010, lors d’une manifestation du Tea Party à Saint Paul (Minnesotta).

Le terme « RINO » (ou « Rino ») est apparu au début des années 2000 chez les membres conservateurs du Parti républicain opposés à l'évolution des statuts de leur parti vers le centre droit. Ils formèrent le « club des chasseurs de RINOs » (le « RINO Hunters' Club », en anglais) dans le but de purger le parti de ses éléments les plus libéraux ou, au moins, de s'opposer à leur victoire lors des primaires.
Les sénateurs George Voinovich de l'Ohio, Olympia Snowe du Maine et Lincoln Chafee de Rhode Island ont été la cible de ces chasseurs de RINOs pour avoir critiqué les baisses d'impôts du président George W. Bush. Ceux-ci ont également apporté leur soutien lors des primaires[Lesquelles ?] au représentant Pat Toomey contre le sénateur sortant Arlen Specter.
Il existe un terme équivalent au sein du Parti démocrate : ainsi, Democrat in name only (de sigle « DINO » ou « Dino ») désigne les élus soupçonnés de conservatisme fiscal ou de conservatisme social. Celui-ci a tendance à remplacer les anciens termes devenus trop péjoratifs de Southern Democrat ou Dixiecrat quand des élus du Sud sont visés.
Les sigles « RINO » ou « DINO » sont respectivement utilisés par les plus orthodoxes de chacun des deux partis politiques.
Dans une série de tweets de 2020, Donald Trump assimile les fondateurs du Lincoln Project à des « losers » (en français : des « perdants ») et à des « Republicans in name only ».

## Républicains qualifiés de RINO
Selon le magazine Human Events (en) du 27 décembre 2005, les dix élus républicains les plus représentatifs des Rinos sont :
- Lincoln Chafee, ancien sénateur et gouverneur du Rhode Island jusqu’en 2015, qui a refusé d'apporter son soutien à George W. Bush en 2004 ; il est indépendant à partir de 2007 et adhère finalement au Parti démocrate en 2013 ;
- Olympia Snowe, sénatrice centriste du Maine, de 1995 à 2013 ;
- Arlen Specter, sénateur de Pennsylvanie de 1981 à 2011 (devenu démocrate en 2009) ;
- Susan Collins, sénatrice centriste du Maine à partir de 1997 ;
- Chris Shays, représentant du Connecticut de 1987 à 2009 ;
- George Pataki, gouverneur de l’État de New York de 1995 à 2006 ;
- Sherwood Boehlert, représentant de l’État de New York de 1983 à 2007 ;
- Mitt Romney, gouverneur du Massachusetts de 2003 à 2007, sénateur de l'Utah depuis 2019 ;
- Michael Castle, représentant du Delaware de 1993 à 2011 ;
- Jim Leach (en), représentant de l'Iowa de 1977 à 2007.

D'autres élus sont parfois qualifiés de Rino :
- Michael Bloomberg, ancien maire de New York, ancien démocrate, opposé à la nomination de John Roberts à la Cour suprême des États-Unis ; ce dernier sera à son tour qualifié de Rino ; Bloomberg a quitté le parti en 2007 ;
- John McCain, sénateur de l'Arizona (mort en 2018) ;
- Mark Kirk, représentant de l'Illinois ;
- Richard Riordan, ancien maire de Los Angeles ;
- Arnold Schwarzenegger, ancien gouverneur de Californie ;
- George Voinovich, sénateur de l'Ohio, favorable à l'avortement et opposant à la nomination de John R. Bolton au poste d'ambassadeur américain aux Nations unies ;
- Johnny Isakson, sénateur de Géorgie ;
- Richard Lugar, sénateur de l'Indiana ;
- Mike DeWine, sénateur de l'Ohio ;
- Chuck Hagel, sénateur du Nebraska, lequel a apporté son soutien au programme de politique étrangère de John Kerry en 2004 ;
- Christine Todd Whitman, ancien gouverneur du New Jersey ;
- Jane Swift, ancien gouverneur du Massachusetts, favorable à l'avortement ;
- Colin Powell, ancien secrétaire d'État de George W. Bush, favorable à l'avortement ;
- Pete Wilson, ancien gouverneur de Californie, favorable à l'avortement ;
- John Roberts, président de la Cour suprême, pour son vote favorable à la réforme de santé Obamacare[3] ;
- Dick Cheney, vice-président de George W. Bush, favorable au mariage homosexuel ;
- Lisa Murkowski, sénatrice centriste de l’Alaska, pour son opposition à Donald Trump ou encore pour sa position favorable à l’avortement[4] ;
- Adam Kinzinger, représentant de l'Illinois ; il revendique lui-même l'appellation de RINO[5].